# (15166) 2000 GX90
A (15166) 2000 GX90 a Naprendszer kisbolygóövében található aszteroida. A LINEAR projekt keretében fedezték fel 2000. április 4-én.